# Ptilotus sessilifolius
Ptilotus sessilifolius är en amarantväxtart som först beskrevs av John Lindley, och fick sitt nu gällande namn av Gerhard Benl. Ptilotus sessilifolius ingår i släktet Ptilotus och familjen amarantväxter. Inga underarter finns listade i Catalogue of Life.

## Bildgalleri

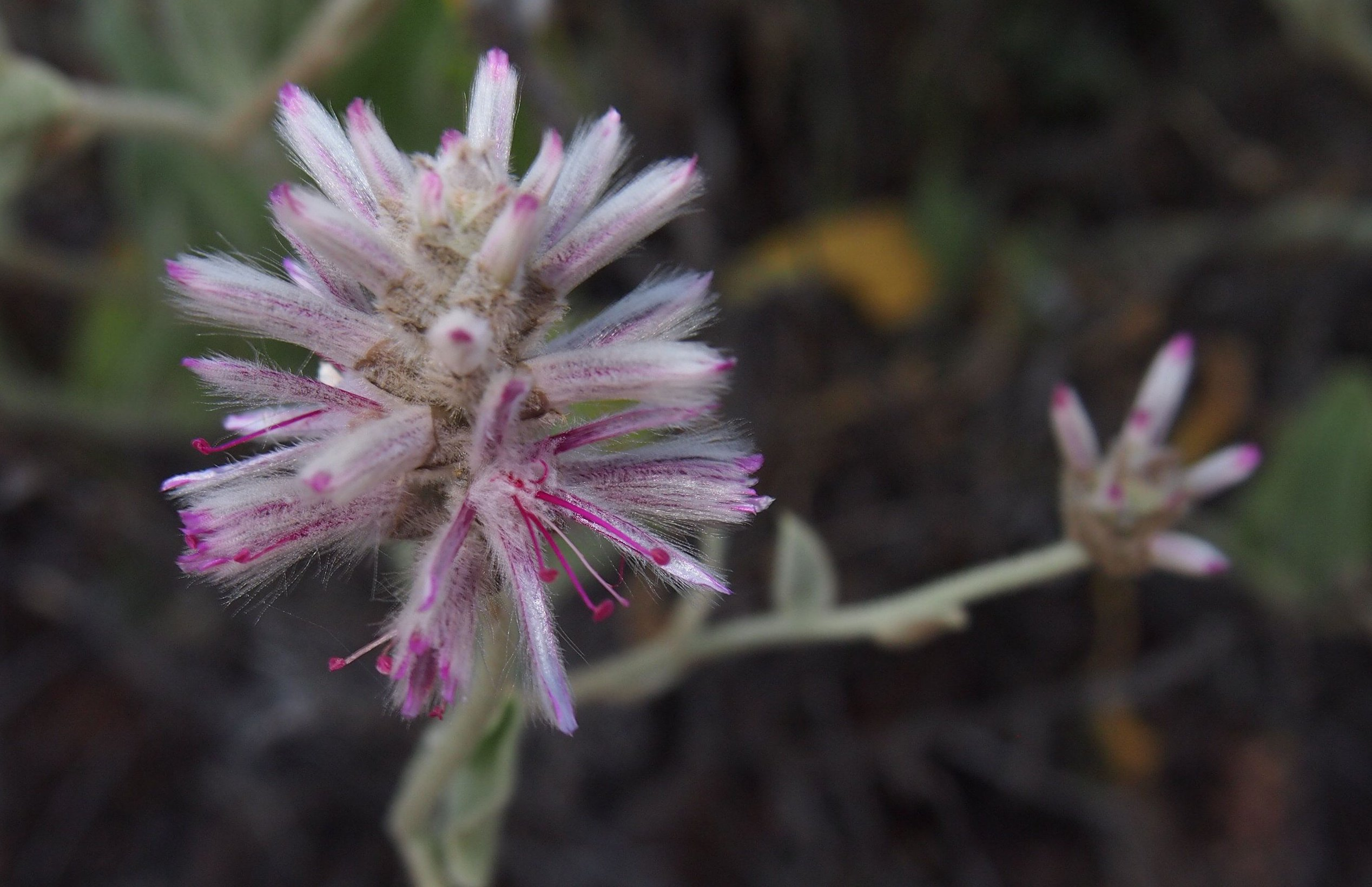